# Literaturjahr 1914
Liste der Literaturjahre

◄◄ | ◄ | 1910 | 1911 | 1912 | 1913 | Literaturjahr 1914 | 1915 | 1916 | 1917 | 1918 | ► | ►►

Weitere Ereignisse

## Ereignisse

### Prosa
- 7. März: Der Erzählband Dubliners (Dubliner) von James Joyce wird erstmals veröffentlicht. Laut Angaben des Autors haben vorher 40 Verlage die Veröffentlichung des zwischen 1904 und 1907 entstandenen Zyklus aus 15 Kurzgeschichten (darunter The Sisters und The Dead) abgelehnt.
- Selma Lagerlöfs Roman Der Kaiser von Portugallien erscheint.
- Hermann Hesses Roman Roßhalde wird veröffentlicht.
- Der Entwicklungsroman Die Räuberbande von Leonhard Frank erscheint.
- Von Marie Holzer erscheint die Erzählung Die rote Perücke.
- Von Else Lasker-Schüler erscheint das „Geschichtenbuch“ Der Prinz von Theben.

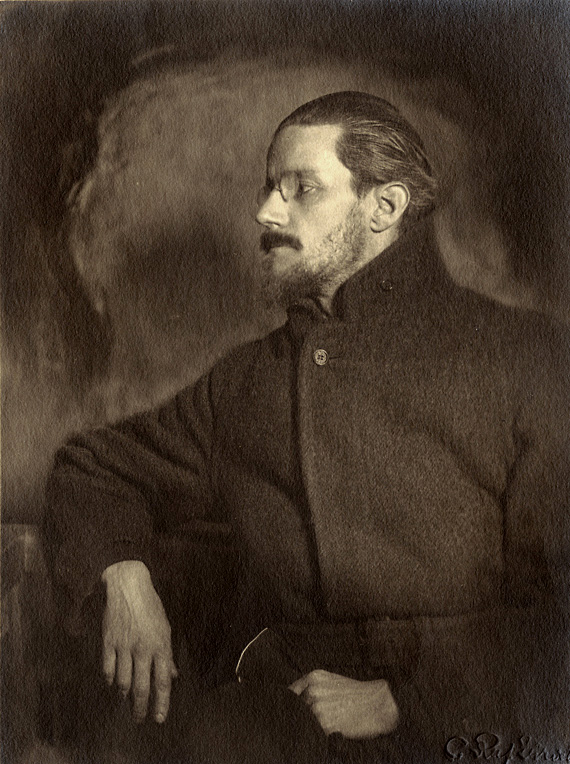
James Joyce

- In der Anthologie Beasts and Super-Beasts von Saki erscheint auch die short story The Open Window.

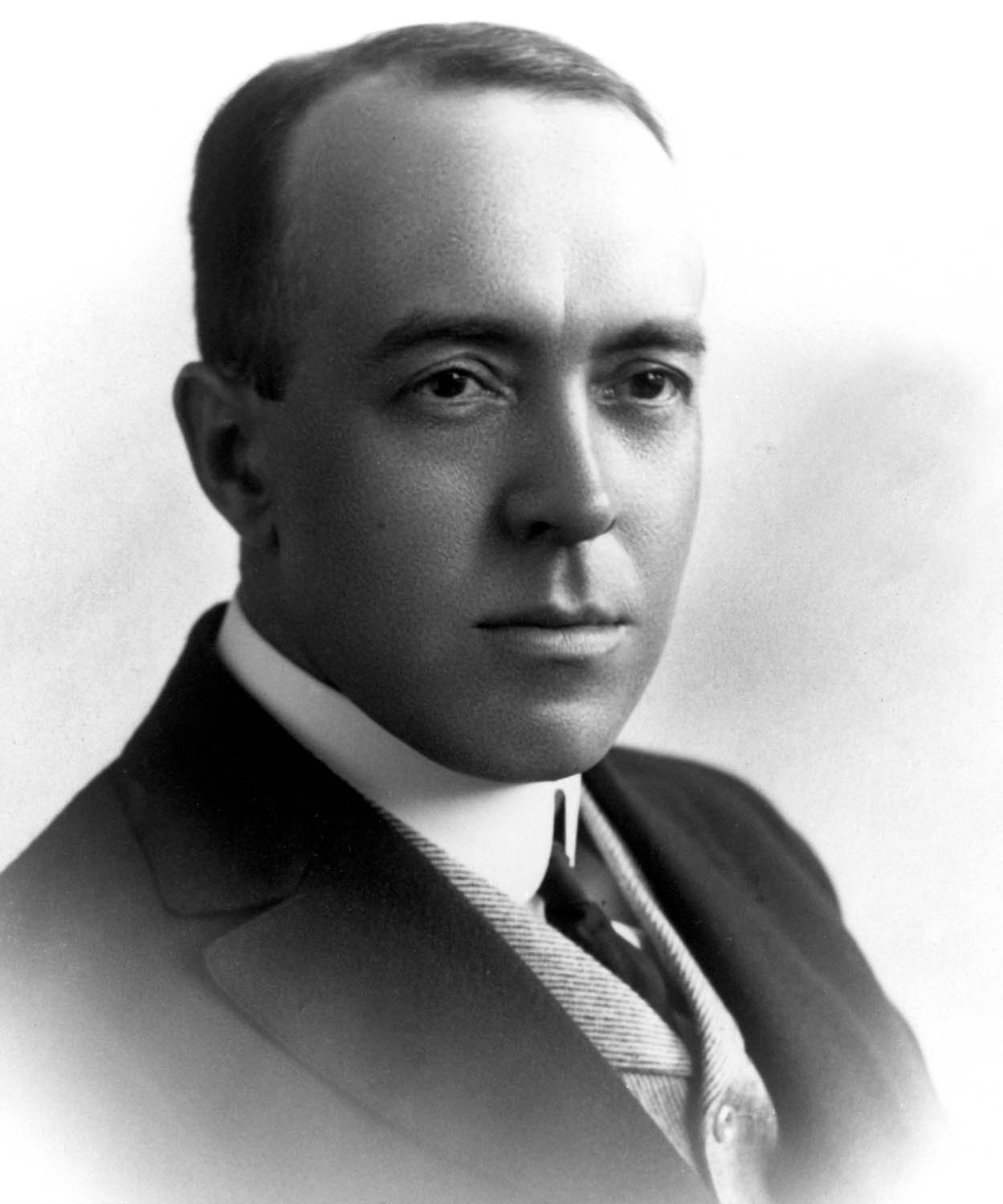
Edgar Rice Burroughs

- Edgar Rice Burroughs’ Roman Tarzan of the Apes (Tarzan bei den Affen) erscheint erstmals als Buchausgabe.
- Von H. G. Wells wird der Science-Fiction-Roman Befreite Welt veröffentlicht.
- Von Natsume Sōseki erscheint der Roman Kokoro.
- Von L. Frank Baum erscheint das Kinderbuch Tik-Tok of Oz.

### Essay
- November: Von Thomas Mann erscheint der Essay Gedanken im Kriege.

### Lyrik
- Von Stéphane Mallarmé erscheint in einer Auflage von 90 Ex. das Gedicht Un Coup de dés jamais n’abolira le Hasard aus dem Jahr 1897.

### Drama
- 02. Februar: Das Lustspiel Der Snob von Carl Sternberg hat unter der Regie von Max Reinhardt am Deutschen Theater Berlin seine Uraufführung. Es folgt als zweiter Teil einer Trilogie auf das Skandalstück Die Hose.
- 17. Februar: Das Schauspiel Der Bogen des Odysseus von Gerhart Hauptmann wird in Berlin uraufgeführt.

### Periodika
- 01. Januar: Der Ullstein Verlag übernimmt die Vossische Zeitung.
- Juni: Die Erstausgabe der vortizistischen Literaturzeitschrift Blast erscheint. Die im Juli 1915 erscheinende zweite Ausgabe wird zugleich ihre letzte sein.

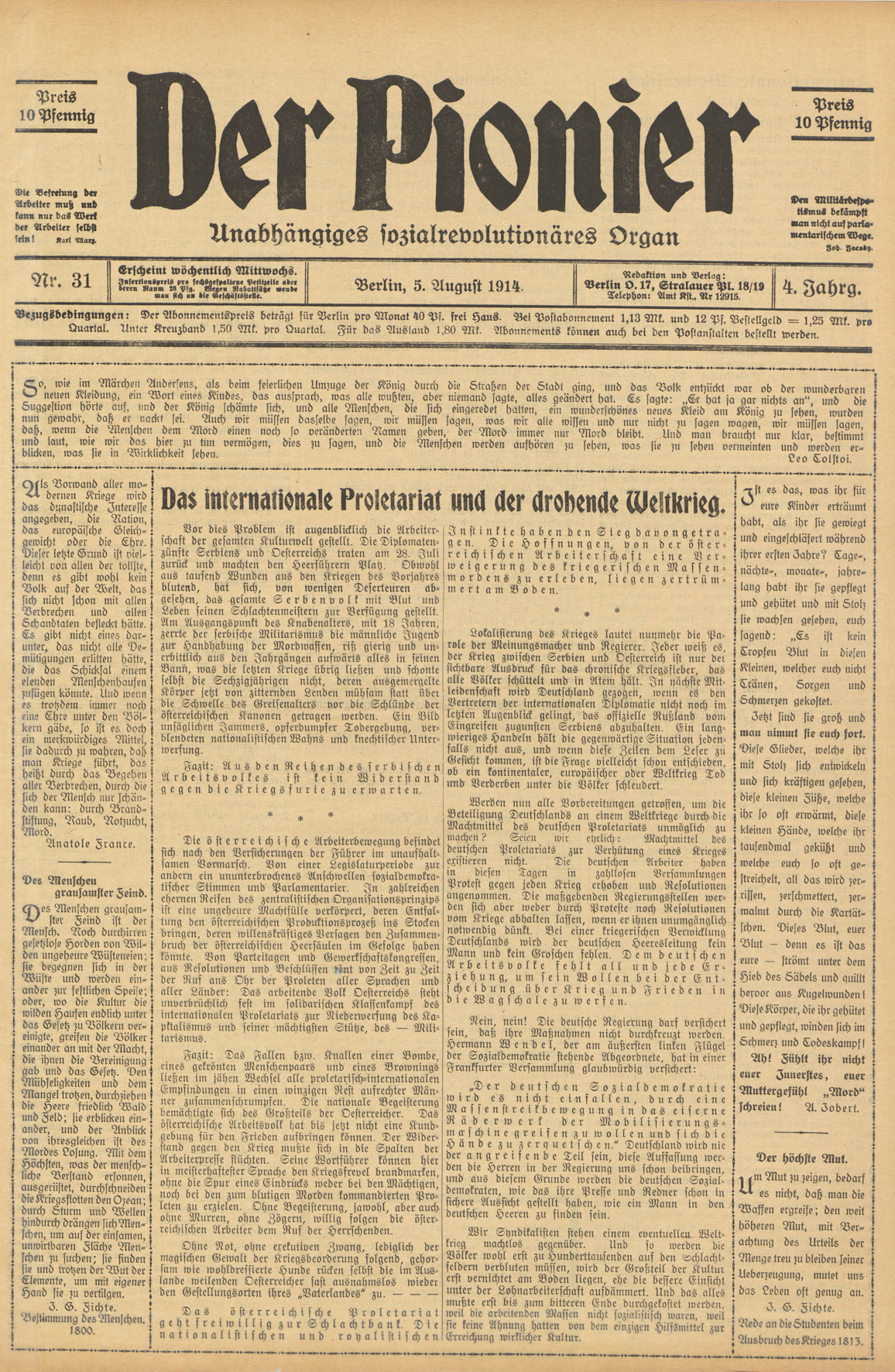
Die letzte Ausgabe des Pioniers

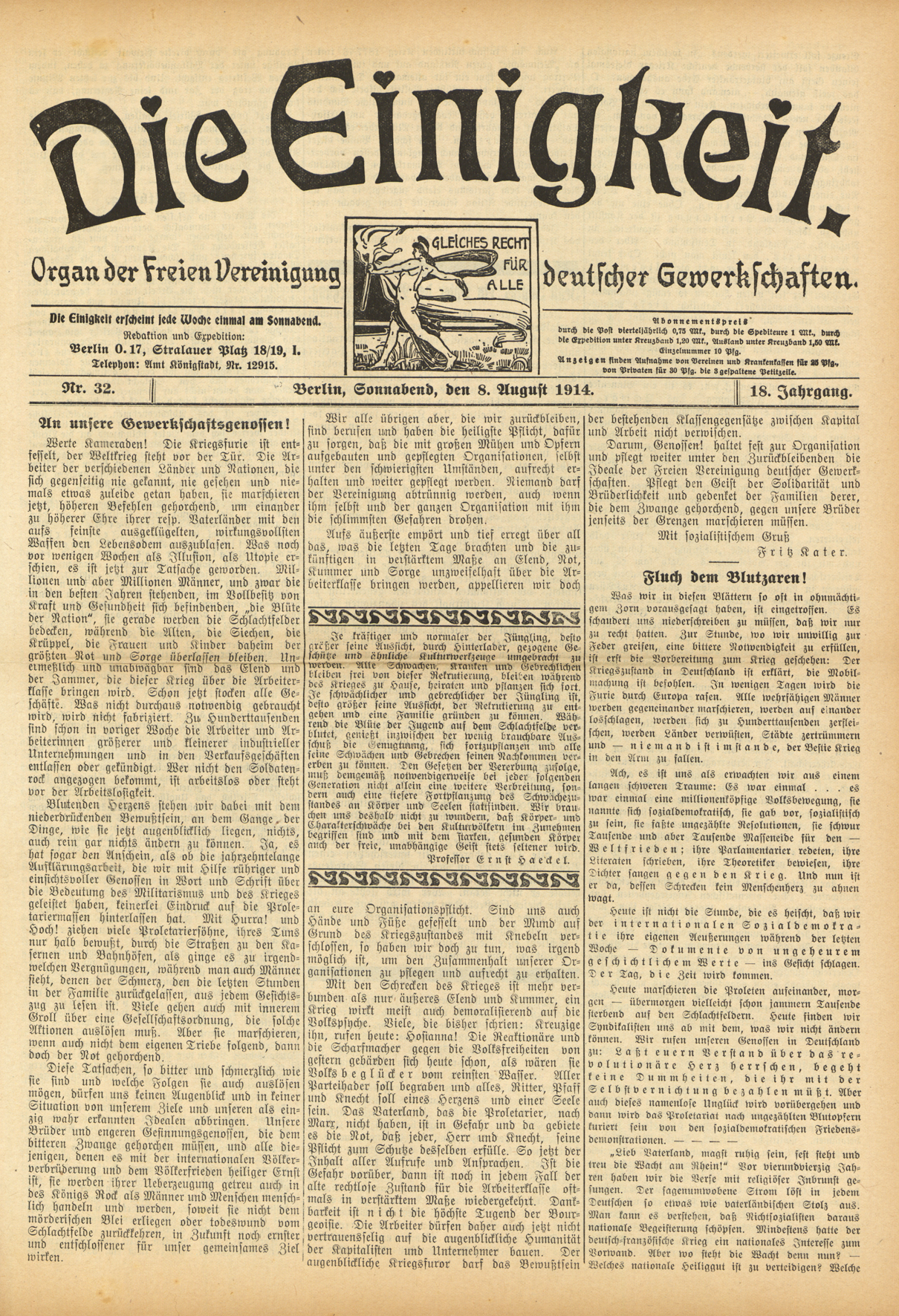
Die letzte Ausgabe der Einigkeit

- 08. August: Die Wochenzeitung Die Einigkeit erscheint letztmals. Zehn Tage später erfolgt nach einem polizeilichen Verbot die Einstellung des Organs der lokalistischen Freien Vereinigung deutscher Gewerkschaften (FVdG). Schon am 5. August hatte ein weiteres Gewerkschaftsorgan, Der Pionier, seine letzte Ausgabe. Auch diese Zeitschrift wurde wegen ihres radikalen Antimilitarismus verboten.

### Ausstellungen
- Mai bis Oktober: In der führenden deutschen „Buchstadt“ Leipzig findet die Internationale Ausstellung für Buchgewerbe und Graphik (Bugra) statt. Die Ausstellung wird vom Deutschen Buchgewerbeverein durchgeführt. Initiator der Ausstellung ist Max Seliger, Direktor der Königlichen Akademie für graphische Künste und Buchgewerbe zu Leipzig aus Anlass des 150-jährige Bestehens der von ihm geleiteten Einrichtung. Zum Präsidenten der Ausstellung wird Ludwig Volkmann gewählt, der Vorsitzende des Buchgewerbevereins.

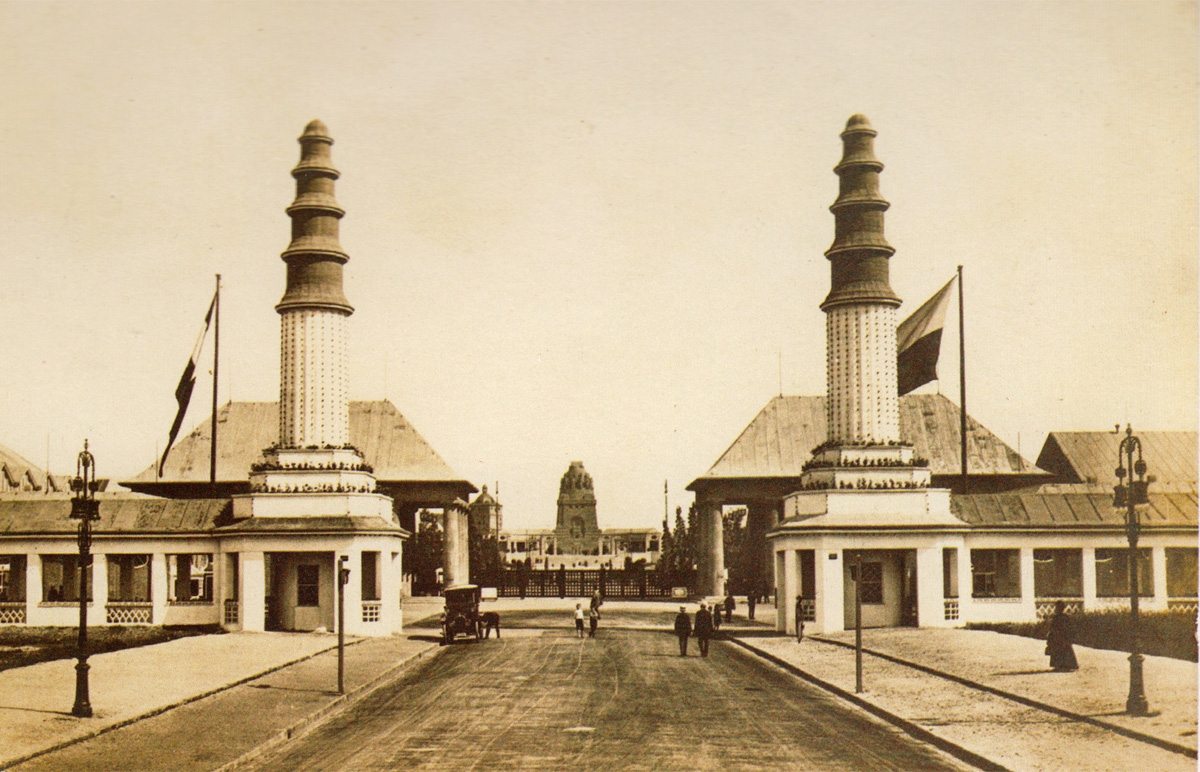
Der Ausstellungseingang der Bugra in der Straße des 18. Oktober

### Preisverleihungen
- Der Nobelpreis für Literatur wird nicht verliehen.

## Geboren

### Januar bis April
- 02. Januar: Edmond Kaiser, französischer Schriftsteller und Menschenrechtsaktivist († 2000)
- 09. Januar: John Ferraby, britischer Autor († 1973)
- 11. Januar: Otto Gritschneder, deutscher Stadtrat, Rechtsanwalt und Autor in München († 2005)
- 13. Januar: Joseph Gillain, belgischer Comic-Zeichner und Autor († 1980)
- 18. Januar: Arno Schmidt, deutscher Schriftsteller und Übersetzer († 1979)
- 24. Januar: Georges Cravenne, französischer Journalist, Publizist, Werbefachmann und Filmproduzent († 2009)
- 25. Januar: James Flora, US-amerikanischer Gebrauchsgrafiker und bildender Künstler sowie Autor von Kinderbüchern († 1998)
- 29. Januar: Fukazawa Shichirō, japanischer Schriftsteller († 1987)

- 04. Februar: Alfred Andersch, deutscher Schriftsteller und Rundfunkredakteur († 1980)
- 05. Februar: William S. Burroughs, US-amerikanischer Schriftsteller († 1997)
- 17. Februar: Julia de Burgos, puerto-ricanische Lyrikerin († 1953)
- 22. Februar: K. O. Götz, deutscher Maler und Lyriker († 2017)
- 24. Februar: David Langdon, englischer Karikaturist und Illustrator († 2011)

- 01. März: Ralph Ellison, US-amerikanischer Autor († 1994)
- 17. März: Aida Tsunao, japanischer Dichter († 1990)
- 17. März: Günter Hofé, deutscher Verlagsleiter und Schriftsteller († 1988)
- 18. März: Thaddäus Troll, deutscher Schriftsteller († 1980)
- 26. März: Dora Thaler, österreichische Schriftstellerin, Verfasserin zahlreicher Mädchenbücher († 1970)
- 27. März: Budd Schulberg, US-amerikanischer Schriftsteller und Drehbuchautor († 2009)
- 28. März: Bohumil Hrabal, tschechischer Schriftsteller († 1997)
- 31. März: Octavio Paz, mexikanischer Schriftsteller und Diplomat († 1998)

- 01. April: Willi Meinck, deutscher Schriftsteller († 1993)
- 04. April: Marguerite Duras, französische Schriftstellerin, Drehbuchautorin und Filmregisseurin († 1996)
- 11. April: Sidney Geist, US-amerikanischer Maler, Bildhauer, Autor und Kunstprofessor († 2005)
- 13. April: Orhan Veli, türkischer Dichter und Erneuerer der türkischen Poesie († 1950)
- 22. April: Hans Baumann, deutscher Lyriker, Liedschreiber, Kinder- und Jugendbuchautor († 1988)
- 22. April: Waldtraut Villaret, deutsch-baltische Schriftstellerin, Übersetzerin und Lektorin († 2016)
- 24. April: Loe de Jong, niederländischer Historiker und Journalist († 2005)
- 26. April: Bernard Malamud, US-amerikanischer Schriftsteller († 1986)
- 29. April: Walter Janka, deutscher Dramaturg und Verleger († 1994)

### Mai bis August
- 08. Mai: Romain Gary, französischer Schriftsteller († 1980)
- 09. Mai: Josef Müller-Brockmann, Grafikdesigner, Typograph, Autor und Lehrer († 1996)
- 09. Mai: Peter Wehle, österreichischer Komponist, Autor und Kabarettist († 1986)
- 11. Mai: Onelio Jorge Cardoso, kubanischer Schriftsteller und Journalist († 1986)
- 12. Mai: Bertus Aafjes, niederländischer Schriftsteller († 1993)
- 13. Mai: Gregor von Rezzori, österreichischer Schriftsteller und Filmschauspieler († 1998)
- 22. Mai: Vance Packard, US-amerikanischer Publizist († 1996)
- 24. Mai: George Tabori, ungarisch-britischer Autor und Theaterregisseur († 2007)
- 30. Mai: Jiří Marek, tschechischer Schriftsteller († 1994)

- 05. Juni: Felix Aprahamian, britischer Musikkritiker und Autor († 2005)
- 05. Juni: George D. Painter, britischer Inkunabelforscher, Biograf und Übersetzer († 2005)
- 07. Juni: Khwaja Ahmad Abbas, indischer Filmregisseur, Drehbuchautor und Journalist († 1987)
- 07. Juni: Ernst Bader, deutscher Liederdichter und Komponist († 1999)
- 08. Juni: Kurt Barthel, deutscher Schriftsteller, Lyriker, Dramatiker, Dramaturg, Kulturpolitiker († 1967)
- 10. Juni: Oktay Rifat, türkischer Schriftsteller († 1988)
- 17. Juni: John Hersey, US-amerikanischer Schriftsteller und Journalist († 1993)
- 26. Juni: Laurie Lee, britischer Dichter und Schriftsteller († 1997)

- 17. Juli: James Purdy, US-amerikanischer Schriftsteller († 2009)
- 30. Juli: Béatrix Beck, französische Schriftstellerin († 2008)
- 31. Juli: Bernt von Kügelgen, deutscher Journalist († 2002)

- 02. August: Kinoshita Junji, japanischer Schriftsteller († 2006)
- 07. August: Vojtěch Cach, tschechischer Autor und Dramatiker († 1980)
- 09. August: Tove Jansson, finnische Schriftstellerin († 2001)
- 14. August: Sterjo Spasse, albanischer Schriftsteller († 1989)
- 22. August: Jack Dunphy, US-amerikanischer Tänzer, Romancier und Dramatiker († 1992)
- 23. August: Siegfried Sommer, deutscher Chronist und Journalist († 1996)
- 26. August: Julio Cortázar, argentinischer Schriftsteller († 1984)

### September bis Dezember
- 01. September: Krystyna Żywulska, polnische Schriftstellerin († 1993)
- 05. September: Nicanor Parra, chilenischer Dichter († 2018)
- 07. September: Thomas Viktor Adolph, deutscher Journalist († 1997)
- 15. September: Adolfo Bioy Casares, argentinischer Schriftsteller († 1999)
- 15. September: Orhan Kemal, türkischer Schriftsteller († 1970)
- 19. September: Hal Draper, US-amerikanischer Sozialist, Marxismusforscher, Autor und Übersetzer († 1990)
- 22. September: Hōjō Tamio, japanischer Schriftsteller († 1937)
- 24. September: Jiří Kolář, tschechischer Dichter und bildender Künstler († 2002)
- 29. September: Tsuji Ryōichi, japanischer Schriftsteller († 2013)

- 01. Oktober: Daniel J. Boorstin, US-amerikanischer Historiker und Schriftsteller, Leiter der Library of Congress († 2004)
- 03. Oktober: Jan Nowak-Jeziorański, polnischer Journalist, Schriftsteller und Patriot († 2005)
- 17. Oktober: Jerry Siegel, US-amerikanischer Autor und Mit-Erfinder des Comics Superman († 1996)
- 20. Oktober: Mario Luzi, italienischer Lyriker († 2005)
- 21. Oktober: Martin Gardner, US-amerikanischer Schriftsteller und Mathematiker († 2010)
- 23. Oktober: Otto Koenig, österreichischer Verhaltensforscher, Zoologe und Schriftsteller († 1992)
- 25. Oktober: John Berryman, US-amerikanischer Dichter († 1972)
- 27. Oktober: Dylan Thomas, walisischer Dichter († 1953)

- 01. November: Yamazaki Hōdai, japanischer Schriftsteller († 1985)
- 02. November: Dale Wasserman, US-amerikanischer Schriftsteller († 2008)
- 07. November: Raphael Aloysius Lafferty, US-amerikanischer Science-Fiction- und Fantasy-Schriftsteller († 2002)
- 11. November: Howard Fast, US-amerikanischer Schriftsteller († 2003)
- 13. November: William Gibson, US-amerikanischer Dramatiker († 2008)
- 13. November: John Latouche, US-amerikanischer Schriftsteller und Librettist († 1956)
- 14. November: Eric Crozier, britischer Opernregisseur und Librettist († 1994)
- 16. November: Rajmund Kupareo, kroatischer Schriftsteller, Dichter, Dramatiker und Essayist († 1996)
- 17. November: Christa Johannsen, deutsche Schriftstellerin († 1981)
- 18. November: Anatols Imermanis, lettischer Schriftsteller († 1998)
- 26. November: Lou Fine, US-amerikanischer Comiczeichner und Illustrator († 1971)

- 05. Dezember: Stanisław Dygat, polnischer Schriftsteller († 1978)
- 05. Dezember: Odette Joyeux, französische Schriftstellerin († 2000)
- 05. Dezember: Hans Hellmut Kirst, deutscher Schriftsteller († 1989)
- 12. Dezember: Patrick O’Brian, britischer Schriftsteller († 2000)
- 14. Dezember: Rainer Hildebrandt, deutscher Freiheitskämpfer, Historiker, Buchautor und Publizist († 2004)
- 24. Dezember: Herbert Reinecker, deutscher Journalist und Autor († 2007)
- 27. Dezember: Giuseppe Berto, italienischer Schriftsteller († 1978)

### Genaues Geburtsdatum unbekannt
- Jón Helgason, isländischer Schriftsteller († 1981)

## Gestorben

### Todesdatum gesichert
- 19. Januar: Heinrich Rudolf Genée, deutscher Schriftsteller (* 1824)
- 25. März: Frédéric Mistral, französischer Dichter und Linguist (* 1830)
- 31. März: Hubert von Herkomer, deutsch-britischer Maler, Bildhauer, Musiker und Schriftsteller (* 1849)
- 31. März: Christian Morgenstern, deutscher Dichter und Schriftsteller (* 1871)
- 02. April: Paul Heyse, deutscher Schriftsteller und Literaturnobelpreisträger (* 1830)
- 21. Juni: Bertha von Suttner, österreichische Friedensaktivistin, Schriftstellerin und Friedensnobelpreisträgerin (* 1843)

- 06. Juli: Delmira Agustini, uruguayische Dichterin (* 1886)
- 11. Juli: Julius Rodenberg, deutscher Schriftsteller (* 1831)

- 05. September: Charles Péguy, französischer Schriftsteller (* 1873)
- 22. September: Alain-Fournier, französischer Schriftsteller (* 1886)
- 25. September: Alfred Lichtenstein, deutscher Lyriker (* 1889)
- 26. September: Hermann Löns, deutscher Schriftsteller (* 1866)
- 26. September: Ernst Wilhelm Lotz, deutscher Lyriker des Expressionismus (* 1890)

- 07. Oktober: Gabriel Montoya, französischer Chansonnier und Lyriker (* 1868)
- 24. Oktober: Gustav Wied, dänischer Schriftsteller (* 1858)
- 26./27. Oktober: L. T. Meade, irische Schriftstellerin (* 1844)
- 30. Oktober: Ernst Stadler, elsässischer Lyriker (* 1883)

- 03. November: Georg Trakl, österreichischer Dichter (* 1887)
- 14. November: Marie Karchow-Lindner, deutsche Schauspielerin, Journalistin und Mäzenin (* 1842)
- 26. November: Alfred Walter Heymel, deutscher Schriftsteller (* 1878)
- 23. Dezember: Hugo Zuckermann, deutscher Schriftsteller und Zionist (* 1881)

### Genaues Todesdatum unbekannt
- Vermutlich im Januar: Ambrose Bierce, US-amerikanischer Erzähler (* 1842)